# Игнатович, Оттон Людвигович
Оттон Людвигович Игнатович (1857— 4 (17) ноября 1915) — русский архитектор, художник, археолог. Автор ряда зданий в Санкт-Петербурге, преимущественно доходных домов. 

## Биография
Представитель княжеского литовского рода, уроженец Вильно. Вольнослушатель Академии Художеств с 1878 года; учился с 1879 года. В 1880 году перешел на архитектурный отдел. За время обучения получил малую (1883) и большую (1884) серебряные медали. В 1886 году удостоен звания классного художника 3-й степени и временное свидетельство на право производить постройки; в 1893 году — свидетельство на право преподавания рисования и черчения в средних учебных заведениях.
Работал в Городской управе. Техник Выборгской части (с 1887), архитектор Охтинского пригородного участка, архитектор различных благотворительных заведений.
Скончался в Петрограде 4 (17) ноября 1915 года, похоронен на Смоленском кладбище.

## Проекты и постройки

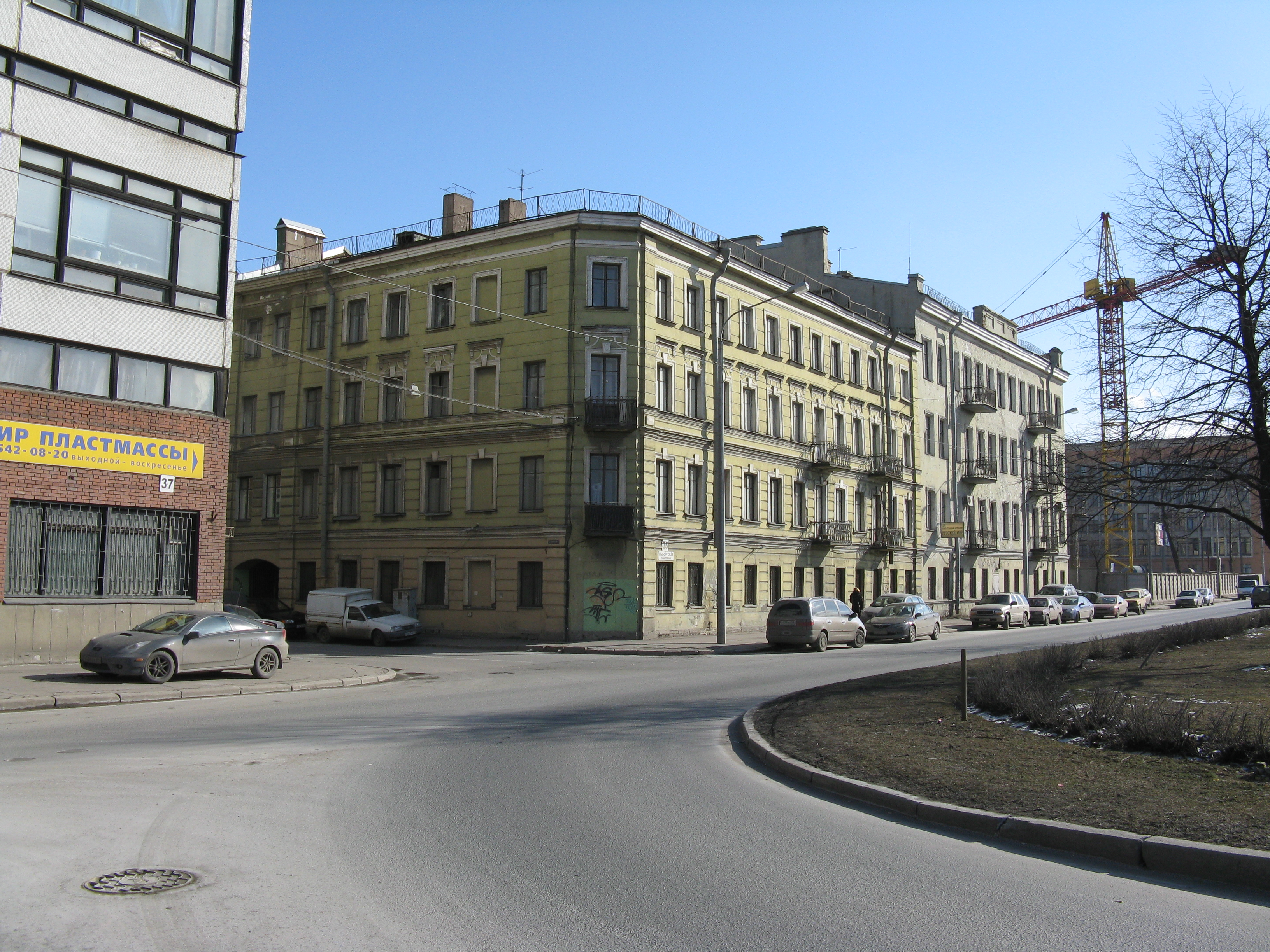
Доходный дом на улице Смолячкова, 1
Вид с Выборгской набережной

- Доходный дом (включён существовавший дом). Верейская улица, 6 (1889)[5];
- Доходный дом. Выборгская набережная, 33 / Крапивный переулок, 17 (1892, 1900)[5];
- Доходный дом. Набережная канала Грибоедова, 112 (1893)[5];
- Производственные корпуса хромолитографической и картонажной фабрики Ф. Ф. Киббеля. Улица Мира, 3 — перестройки и расширение (1893—1909);. Кронверкская улица, 7 — новый корпус (1913)[5];
- Особняк С. А. Серебрякова (включён существовавший дом). Набережная канала Грибоедова, 166 (1894)[5];
- Доходный дом. Улица Ленина, 10 (1895)[5];
- Особняк А. И. Назимова. Ропшинская улица, 10 (1895)[5];
- Доходный дом. Полозова улица, 8 (1895)[5];
- Доходный дом. Набережная канала Грибоедова, 72 (1895)[5];
- Жилой дом. Левашовский проспект, 20 (1897; не сохранился)[5];
- Доходный дом. Дегтярный переулок, 22 (1897)[5];
- Жилой флигель. Малый проспект Петроградской стороны, 14 (1897)[5];
- Доходный дом. Лиговский проспект, 35 (1897—1898)[5];
- Здание Охтинского пожарного резерва (перестройка и расширение). Большеохтинский проспект, 3 / Конторская улица, 1 (1898)[5];
- Производственное здание фабрики жестяных и медных изделий (перестройка). 6-я линия, 55, правая часть (1898)[5];
- Доходный дом. Пионерская улица, 39 (1898)[5];
- Доходный дом (надстройка и расширение). Плуталова улица, 13, левая часть, двор (1898—1899)[5];
- Доходный дом. Каменноостровский проспект, 4 (1899)[5];
- Доходный дом. Улица Жуковского, 11 (1899)[5];
- Доходный дом. Большая Зеленина улица, 19 (1899)[5];
- Доходный дом. Среднеохтинский проспект, 24/ улица Малыгина, 2 (1899)[5];
- Доходный дом (надстройка). Большой проспект Петроградской стороны, 56 / Гатчинская улица, 1 (1899)[5];
- Доходный дом. 4-я Красноармейская улица, 14 (1899—1900)[5];
- Доходный дом. Петрозаводская улица, 3 (1900)[5];
- Доходный дом. Кондратьевский проспект, 14 / улица Ватутина, 10 (1900)[5];
- Доходный дом. Чкаловский проспект, 6 — Малая Разночинная улица, 26—28 (1900)[5];
- Доходный дом. Чкаловский проспект, 10 (1900—1901)[5];
- Доходный дом. Бармалеева улица, 33 (1900—1901; надстроен)[5];
- Доходный дом. Гатчинская улица, 10 (1901)[5];
- Доходный дом. Новоладожская улица, 12 (1901)[5];
- Особняк Р. В. Аникина. Республиканская улица, 11 (1901)[5];
- Доходный дом. Кронверкская улица, 14 (1902, 1910—1911)[5];
- Доходный дом. Лахтинская улица, 14 (1903)[5];
- Доходный дом. Саратовская улица, 31 (1903)[5];
- Доходный дом. Ропшинская улица, 20 (1903)[5];
- Доходный дом. 3-я линия, 14, двор (1903)[5];
- Никольская часовня на Малой Охте (1903; не сохранилась)[6]
- Собственный доходный дом. Переулок Талалихина, 7 / улица Блохина, 20 (1903—1904)[5];
- Часовня Иосифа Обручника (Древодела). Большеохтинский проспект, 5х / Конторская улица, 2х (1903—1904; не сохранилась)[7];
- Доходный дом. Малый проспект Петроградской стороны, 78 / Бармалеева улица, 20 (1904)[5];
- Доходный дом. Улица Смолячкова, 1, левая часть (1904)[5];
- Воскресенская часовня (перестройка). Республиканская улица (1904–1905 ; не сохранилась)[6];
- Доходный дом. Ординарная улица, 10 (1905)[5];
- Доходный дом (надстройка). Английский проспект, 41 / Канонерская улица, 26 (1905)[5];
- Доходный дом. Улица Комсомола, 5/4, северный корпус (1906)[5];
- Доходный дом. Малодетскосельский проспект, 6 / Можайская улица, 41, угловая часть (1907)[5].